# Marsch der Rabbiner
Beim Marsch der Rabbiner kamen am 6. Oktober 1943 (drei Tage vor dem höchsten jüdischen Feiertag Yom Kippur) 400 orthodoxe Rabbiner fastend nach Washington, D.C., um öffentlichkeitswirksam für Rettungsmaßnahmen der US-Regierung zum Schutz der noch nicht im Holocaust ermordeten Juden Europas einzutreten und gegen die Regierungspolitik zu demonstrieren.

## Entstehung
Berichte über an Juden begangene Massaker hauptsächlich aus dem besetzten Polen und der Sowjetunion erreichten schon früh im Zweiten Weltkrieg die Alliierten. Mit Verweis auf das Kriegsgeschehen wurden Rettungsversuche mit der Argumentation „Rescue through victory“ an das Kriegsende verschoben. Ende 1942 wurde der deutsche Plan der vollständigen und systematischen physischen Ausrottung der Juden (Holocaust) den Westmächten bekannt. Die Information fand in den amerikanischen Massenmedien kaum Beachtung, stieß auf Unglauben und Desinteresse der Öffentlichkeit. Die US-Regierung hielt auch nach der Bermuda-Konferenz an ihrer Untätigkeit fest. Das von der Bergson-Gruppe (Hillel Kook) gegründete Emergency Committee to Save the Jewish People of Europe bemühte sich mit einer breiten Partei- und Religionsgrenzen überwindenden Lobbyarbeit, die US-Regierung zum Handeln zu drängen. Bergson, der einer der angesehensten Rabbinerfamilien Palästinas entstammte und Neffe des Großrabbiners Abraham Isaak Kook war, gelang es die Unterstützung führender orthodoxer Rabbiner der Agudath Israel of America und der Union der orthodoxen Rabbiner gegen die Widerstände des amerikanischen zionistischen Establishment zu gewinnen. Der Marsch war der mediale Höhepunkt einer Kampagne, zu der eine Petition mit einer Million Unterschriften und ein christlicher Tag der Fürbitten für die Juden Europas am Sonntag, dem 10. Oktober 1943 gehören sollten.

## Der Marsch
Etwa vierhundert hauptsächlich orthodoxe Rabbiner begleitet von Veteranen der Vereinigung der Jüdischen Veteranen Amerikas des Ersten Weltkrieges marschierten in einer Prozession betend und Psalme singend von der Washingtoner Union Station zum Capitol Hill, wo Vizepräsident Henry Wallace im Beisein von zwanzig teilweise prominenten Kongressmitgliedern beider Parteien die Petition zu einer Rettungsagentur entgegennahm. Die Rabbiner setzten ihren Marsch zum Lincoln Memorial fort, wo sie in der Abenddämmerung für den Präsidenten, den Schutz amerikanischer Soldaten, einen raschen Sieg der Alliierten und für die Überlebenden beteten. Dann setzten sie den Marsch zum Weißen Haus fort, wo sie nicht von Präsident Roosevelt empfangen wurden, sondern von dessen Sekretät McIntyre. Roosevelt wollte sich nicht mit dem Anliegen der Bergson-Gruppe auseinandersetzen, da er formal alle jüdischen Bitten beim State Department angesiedelt sah und ideologisch ein Antagonismus zwischen dem jüdischen Establishment um Stephen Wise und der Irgun-Delegation um Peter Bergson (Hillel Kook) und deren Aktivitäten bestand. Er nahm stattdessen einen anderen nebensächlichen Termin außerhalb des Weißen Hauses wahr.

## Anschließende Ereignisse
Die Bergson-Gruppe konnte unterstützt durch die Publizität dieses Marsches eine Resolution im Kongress einbringen, die den Präsidenten formal auffordern sollte, eine Rettungsagentur, zu schaffen. Wegen drohender Skandale um die Verhinderungspolitik und Informationsunterdrückung zum Holocaust durch des State Department und um der politischen Diskussion vor der Abstimmung zur Resolution zuvor zu kommen, stimmte Roosevelt im Januar 1944 dem Drängen von Finanzminister Morgenthau zu, das War Refugee Board per Präsidialdekret zu schaffen.
Die Bergson-Gruppe und die Union der orthodoxen Rabbiner arbeiteten in Rettungsangelegenheiten nach dieser ersten Kooperation in vielfältiger Weise in Europa und Amerika weiter zusammen.